# Maintang (sockenhuvudort i Kina, Tibet Autonomous Region, lat 31,41, long 89,76)
Maintang (kinesiska: Mendang, 门当, Mendangrezi, 门当惹孜, 门当乡) är en sockenhuvudort i Kina. Den ligger i den autonoma regionen Tibet, i den sydvästra delen av landet, omkring 240 kilometer nordväst om regionhuvudstaden Lhasa. Antalet invånare är 4 737. Befolkningen består av 2 418 kvinnor och 2 319 män. Barn under 15 år utgör 30 %, vuxna 15-64 år 63 %, och äldre över 65 år 5,0 %.
Trakten runt Maintang är nära nog obefolkad, med mindre än två invånare per kvadratkilometer. Det finns inga andra samhällen i närheten. Trakten runt Maintang består i huvudsak av gräsmarker.